# Benson Sakala
Benson Sakala (Lusaka, 12 settembre 1996) è un calciatore zambiano, centrocampista del Mladá Boleslav e della nazionale zambiana.

## Carriera

### Club
Dopo gli inizi in patria, nel 2021 si trasferisce al Viktoria Žižkov, club della seconda divisione ceca.

### Nazionale
Ha giocato nella nazionale zambiana Under-23.
Nel 2015 ha esordito con la nazionale maggiore zambiana. Nello stesso anno ha anche giocato tre incontri con la nazionale zambiana Under-23 nella Coppa d'Africa di categoria.

## Statistiche

### Presenze e reti nei club
Statistiche aggiornate al 15 novembre 2021.
| Stagione        | Squadra         | Campionato      | Campionato | Campionato | Coppe nazionali | Coppe nazionali | Coppe nazionali | Coppe continentali | Coppe continentali | Coppe continentali | Altre coppe | Altre coppe | Altre coppe | Totale | Totale |
| Stagione        | Squadra         | Comp            | Pres       | Reti       | Comp            | Pres            | Reti            | Comp               | Pres               | Reti               | Comp        | Pres        | Reti        | Pres   | Reti   |
| --------------- | --------------- | --------------- | ---------- | ---------- | --------------- | --------------- | --------------- | ------------------ | ------------------ | ------------------ | ----------- | ----------- | ----------- | ------ | ------ |
| ott. 2021-2022  | Viktoria Žižkov | 2L              | 3          | 0          |                 | -               | -               |                    | -                  | -                  |             | -           | -           | 3      | 0      |
| Totale carriera | Totale carriera | Totale carriera | 3          | 0          |                 | -               | -               |                    | -                  | -                  |             | -           | -           | 3      | 0      |

### Cronologia presenze e reti in nazionale
| Cronologia completa delle presenze e delle reti in nazionale ― Zambia | Cronologia completa delle presenze e delle reti in nazionale ― Zambia | Cronologia completa delle presenze e delle reti in nazionale ― Zambia | Cronologia completa delle presenze e delle reti in nazionale ― Zambia | Cronologia completa delle presenze e delle reti in nazionale ― Zambia | Cronologia completa delle presenze e delle reti in nazionale ― Zambia | Cronologia completa delle presenze e delle reti in nazionale ― Zambia | Cronologia completa delle presenze e delle reti in nazionale ― Zambia |
| Data                                                                  | Città                                                                 | In casa                                                               | Risultato                                                             | Ospiti                                                                | Competizione                                                          | Reti                                                                  | Note                                                                  |
| --------------------------------------------------------------------- | --------------------------------------------------------------------- | --------------------------------------------------------------------- | --------------------------------------------------------------------- | --------------------------------------------------------------------- | --------------------------------------------------------------------- | --------------------------------------------------------------------- | --------------------------------------------------------------------- |
| 6-11-2015                                                             | Lusaka                                                                | Zambia                                                                | 0 – 3                                                                 | RD del Congo                                                          | Amichevole                                                            | -                                                                     | 50’                                                                   |
| 23-3-2016                                                             | Lusaka                                                                | Zambia                                                                | 4 – 1                                                                 | Namibia                                                               | Qual. Coppa d'Africa 2019                                             | -                                                                     | 90+5’                                                                 |
| 28-3-2016                                                             | Lusaka                                                                | Zambia                                                                | 3 – 3                                                                 | Algeria                                                               | Qual. Coppa d'Africa 2021                                             | -                                                                     |                                                                       |
| 22-3-2017                                                             | Harare                                                                | Zimbabwe                                                              | 0 – 2                                                                 | Zambia                                                                | Qual. Coppa d'Africa 2021                                             | -                                                                     |                                                                       |
| 23-3-2019                                                             | Lusaka                                                                | Zambia                                                                | 4 – 1                                                                 | Namibia                                                               | Qual. Coppa d'Africa 2021                                             | -                                                                     | 89’                                                                   |
| 9-10-2020                                                             | Nairobi                                                               | Kenya                                                                 | 2 – 1                                                                 | Zambia                                                                | Amichevole                                                            | -                                                                     | 45’                                                                   |
| 11-10-2020                                                            | Phokeng                                                               | Sudafrica                                                             | 1 – 2                                                                 | Zambia                                                                | Amichevole                                                            | -                                                                     |                                                                       |
| 31-1-2021                                                             | Douala                                                                | Marocco                                                               | 3 – 1                                                                 | Zambia                                                                | Campionato delle nazioni africane 2020                                | -                                                                     | 53’                                                                   |
| 25-3-2021                                                             | Lusaka                                                                | Zambia                                                                | 3 – 3                                                                 | Algeria                                                               | Qual. Coppa d'Africa 2021                                             | -                                                                     |                                                                       |
| 29-3-2021                                                             | Harare                                                                | Zimbabwe                                                              | 0 – 2                                                                 | Zambia                                                                | Qual. Coppa d'Africa 2021                                             | -                                                                     |                                                                       |
| 8-6-2021                                                              | Cotonou                                                               | Benin                                                                 | 2 – 2                                                                 | Zambia                                                                | Amichevole                                                            | -                                                                     | 65’                                                                   |
| 13-6-2021                                                             | Khartoum                                                              | Sudan                                                                 | 0 – 1                                                                 | Zambia                                                                | Amichevole                                                            | -                                                                     |                                                                       |
| 3-9-2021                                                              | Nouakchott                                                            | Mauritania                                                            | 1 – 2                                                                 | Zambia                                                                | Qual. Mondiali 2022                                                   | -                                                                     | 74’                                                                   |
| 17-11-2022                                                            | Petah Tikva                                                           | Israele                                                               | 4 – 2                                                                 | Zambia                                                                | Amichevole                                                            | -                                                                     | 30’                                                                   |
| 23-3-2023                                                             | Ndola                                                                 | Zambia                                                                | 3 – 1                                                                 | Lesotho                                                               | Qual. Coppa d'Africa 2023                                             | -                                                                     |                                                                       |
| 26-3-2023                                                             | Soweto                                                                | Lesotho                                                               | 0 – 2                                                                 | Zambia                                                                | Qual. Coppa d'Africa 2023                                             | -                                                                     | 45’                                                                   |
| 9-9-2023                                                              | Moroni                                                                | Comore                                                                | 1 – 1                                                                 | Zambia                                                                | Qual. Coppa d'Africa 2023                                             | -                                                                     | 79’                                                                   |
| 17-11-2023                                                            | Ndola                                                                 | Zambia                                                                | 4 – 2                                                                 | Rep. del Congo                                                        | Amichevole                                                            | -                                                                     | 66’                                                                   |
| 26-3-2024                                                             | Lilongwe                                                              | Malawi                                                                | 1 – 2                                                                 | Zambia                                                                | Amichevole                                                            | -                                                                     |                                                                       |
| 6-9-2024                                                              | Bouaké                                                                | Costa d'Avorio                                                        | 2 – 0                                                                 | Zambia                                                                | Qual. Coppa d'Africa 2025                                             | -                                                                     |                                                                       |
| 10-9-2024                                                             | Ndola                                                                 | Zambia                                                                | 3 – 2                                                                 | Sierra Leone                                                          | Qual. Coppa d'Africa 2025                                             | -                                                                     | 90’                                                                   |
| 11-10-2024                                                            | Ndola                                                                 | Zambia                                                                | 0 – 0                                                                 | Ciad                                                                  | Qual. Coppa d'Africa 2025                                             | -                                                                     |                                                                       |
| 15-10-2024                                                            | Yaoundé                                                               | Ciad                                                                  | 0 – 1                                                                 | Zambia                                                                | Qual. Coppa d'Africa 2025                                             | -                                                                     |                                                                       |
| Totale                                                                |                                                                       | Presenze                                                              | 23                                                                    |                                                                       | Reti                                                                  | 0                                                                     |                                                                       |

## Palmarès

### Nazionale
- Coppa COSAFA: 1

2019